# Gust Avrakotos
Gust Avrakotos (1938-2005) est un agent secret américain d'origine grecque, chef de division de la CIA. Il est connu pour son rôle important dans le programme afghan (1979 à 1992).

## Biographie
Avrakotos naît en 1938 à Aliquippa dans l'État de Pennsylvanie, fils d'un père grec fabricant de boisson gazeuse. Il travaille brièvement chez « Jones & Laughlin Steel » à Aliquippa avant d'obtenir un diplôme à l'Université d'Aliquippa en 1955, puis de poursuivre ses études à l'Université de Pittsburgh et à l'Université Carnegie-Mellon de Pittsburgh.
Il entre à la CIA après ses études pour une mission anti-terroriste en Grèce pour le compte du siège de la CIA de Langley en Virginie aux États-Unis. Après le putsch d'avril 1967 en Grèce, il devient agent de liaison de la CIA avec la dictature des colonels.
Avrakotos prend sa retraite en 2000.
En 2003, le livre « La guerre de Charles Wilson : L'extraordinaire histoire de la plus grande opération secrète de l'histoire » de George Crile (en) dévoile au grand public son rôle dans le programme afghan (1979 à 1992) durant la Guerre d'Afghanistan, avec le député et membre du sous-comité américain des crédits à la Défense (en) Charles Wilson et la consul américaine du Pakistan Joanne Herring. En 2008, le film tiré du livre La Guerre selon Charlie Wilson de Mike Nichols avec Philip Seymour Hoffman dans son rôle le porte au grand écran.
En 2005, il meurt d'une congestion cérébrale à l'âge de 67 ans.

## Cinématographie
- 2008 : La Guerre selon Charlie Wilson de Mike Nichols avec Philip Seymour Hoffman dans le rôle de Gust Avrakotos (tiré livre précité)